# 阿靈頓 (喬治亞州)
阿靈頓（英語：Arlington）是一個位於美國喬治亞州卡爾霍恩縣和厄爾利縣的城市。

## 地理
阿靈頓的座標為31°36′22″N 84°43′29″W / 31.60611°N 84.72472°W，而該地的平均海拔高度為91米（即299英尺）。

## 人口
根據2010年美國人口普查的數據，阿靈頓的面積為10.71平方千米，當中陸地面積為10.68平方千米，而水域面積為0.03平方千米。當地共有人口1479人，而人口密度為每平方千米138人。